# John Bushell
John Christopher Wyndowe Bushell, CMG (* 27. September 1919; † 14. Dezember 1995) war ein britischer Diplomat und Regierungsbeamter, der unter anderem zwischen 1974 und 1975 letzter Botschafter in Südvietnam sowie von 1976 bis 1979 Botschafter in Pakistan war.

## Leben
John Christopher Wyndowe Bushell, Sohn von Colonel C. W. Bushell, trat in den diplomatischen Dienst (Her Majesty’s Diplomatic Service) ein und fand in den folgenden Jahren zahlreiche Verwendungen an Auslandsvertretungen sowie im Außenministerium. Er war zwischen 1961 und 1964 Politischer Berater des Kommandos Mittlerer Osten (Middle East Command) sowie im Anschluss von 1964 bis 1968 Botschaftsrat und Kanzler der Ständigen Vertretung bei der NATO. Er war ferner zwischen 1970 und 1974 Gesandter und Stellvertreter des Kommandanten des britischen Sektors Major-General Alan Cathcart beziehungsweise ab August 1973 von Major-General David Scott-Barrett. Er wurde für seine Verdienste 1971 zum Companion des Order of St Michael and St George (CMG) ernannt. 
1974 wurde Bushell zum Botschafter in Südvietnam ernannt und übergab dort als Nachfolger von Sir Brooks Richards. Er war damit der letzte Botschafter in Südvietnam, woraufhin John Stewart erster Botschafter in Vietnam wurde. Zuletzt erfolgte 1976 seine Berufung zum Botschafter in Pakistan, wo er als Nachfolger von Sir Laurence Pumphrey sein Beglaubigungsschreiben überreichte. Den Botschafterposten bekleidete er bis 1979, woraufhin Sir Oliver Forster seine Nachfolge antrat. Er war seit 1964 mit Theodora Todd Senior verheiratet.